# Paul Richard
Paul Richard (New York, 1697 – 1756) è stato un politico statunitense, 37° sindaco di New York.